# Pakistan i olympiska vinterspelen 2018
Pakistan deltog i de olympiska vinterspelen 2018 i Pyeongchang, Sydkorea, med en trupp på två atleter (två män) fördelat på två sporter.
Vid invigningsceremonin bars Pakistans flagga av alpina skidåkaren Muhammad Karim.